# Bad Things (groupe)
Pour les articles homonymes, voir Bad Things.
Bad Things est un groupe américain de rock indépendant originaire de la ville de Los Angeles, en Californie. Il est composé de Davis LeDuke au chant, Jared Palomar à la basse, Shaun White et Anthony Sanudo à la guitare, et Lena Zawaideh au chant et à la batterie.
Bad Things signe avec le label discographique Warner Bros Records dans le courant de l'été 2013. Un premier single, intitulé Anybody et issu d'un futur premier album studio, sort le 13 août 2013. Le premier album, baptisé du nom du groupe, sort le 21 janvier 2014 sur Warner Bros. Records.

## Discographie

### Albums
- 2014 : Bad Things

### Singles
- 2013 : Anybody
- 2013 : Caught Inside